# العلاقات البوسنية الجزائرية
العلاقات البوسنية الجزائرية هي العلاقات الثنائية التي تجمع بين البوسنة والهرسك والجزائر.

## مقارنة بين البلدين
هذه مقارنة عامة ومرجعية للدولتين:
| وجه المقارنة                                              | البوسنة والهرسك                                             | الجزائر                      |
| --------------------------------------------------------- | ----------------------------------------------------------- | ---------------------------- |
| المساحة (كم2)                                             | 51.20 ألف                                                   | 2.38 مليون                   |
| عدد السكان (نسمة)                                         | 3.51 مليون                                                  | 38.81 مليون                  |
| الكثافة السكانية (ن./كم²)                                 | 68.55                                                       | 16.31                        |
| العاصمة                                                   | سراييفو                                                     | الجزائر                      |
| اللغة الرسمية                                             | اللغة البوسنوية، اللغة الكرواتية، اللغة الصربية             | اللغة العربية، لغات أمازيغية |
| العملة                                                    | مارك بوسني                                                  | دينار جزائري                 |
| الناتج المحلي الإجمالي (بليون دولار)                      | 18.17 مليار                                                 | 170.37 مليار                 |
| الناتج المحلي الإجمالي (تعادل القوة الشرائية) بليون دولار | 41.35 مليار                                                 | 582.63 مليار                 |
| الناتج المحلي الإجمالي الاسمي للفرد دولار أمريكي          | 4.25 ألف                                                    | 4.21 ألف                     |
| الناتج المحلي الإجمالي للفرد دولار أمريكي                 | 10.43 ألف                                                   | 14.19 ألف                    |
| مؤشر التنمية البشرية                                      | 0.733                                                       | 0.745                        |
| رمز المكالمات الدولي                                      | +387                                                        | +213                         |
| رمز الإنترنت                                              | .ba                                                         | .dz                          |
| المنطقة الزمنية                                           | توقيت وسط أوروبا، ت ع م+01:00، ت ع م+02:00، أوروبا/سراييفو ‏ | ت ع م+01:00                  |

## مدن متوأمة
في ما يلي قائمة باتفاقيات التوأمة بين مدن بوسنية وجزائرية:
- ترتبط سراييفو مع تلمسان باتفاقية توأمة منذ 1972.

## منظمات دولية مشتركة
يشترك البلدان في عضوية مجموعة من المنظمات الدولية، منها:
| علم المنظمة | اسم المنظمة                               | تاريخ انضمام البوسنة والهرسك | تاريخ انضمام الجزائر |
| ----------- | ----------------------------------------- | ---------------------------- | -------------------- |
|             | مؤسسة التنمية الدولية                     | 25 فبراير 1993               | 26 سبتمبر 1963       |
|             | يونسكو                                    | 2 يونيو 1993                 | 15 أكتوبر 1962       |
|             | وكالة ضمان الاستثمار متعدد الأطراف        | 19 مارس 1993                 | 4 يونيو 1996         |
|             | الأمم المتحدة                             | 22 مايو 1992                 | 8 أكتوبر 1962        |
|             | الاتحاد البريدي العالمي                   | ?                            | ?                    |
|             | البنك الدولي للإنشاء والتعمير             | 25 فبراير 1993               | 26 سبتمبر 1963       |
|             | الاتحاد الدولي للاتصالات                  | 20 أكتوبر 1992               | 3 مايو 1963          |
|             | منظمة حظر الأسلحة الكيميائية              | ?                            | ?                    |
|             | مؤسسة التمويل الدولية                     | 25 فبراير 1993               | 23 سبتمبر 1990       |
|             | المركز الدولي لتسوية المنازعات الاستشارية | 13 يونيو 1997                | 22 مارس 1996         |
|             | منظمة الشرطة الجنائية الدولية             | ?                            | ?                    |

## أعلام
هذه قائمة لبعض الشخصيات التي تربطها علاقات بالبلدين:
- بن سياح بلقاسم (1962 – )
- حاج بوديله (1965 – )
- صابر محفوظ لحمر (22 مايو 1969 – )
- لخضر بومدين (27 أبريل 1966 – )
- محمد نيشل (2 أبريل 1968 – )
- مصطفى خضر (9 يوليو 1970 – )

## وصلات خارجية
- موقع وزارة الخارجية البوسنية
- موقع وزارة الخارجية الجزائرية